# Omega Lithium
Az Omega Lithium 2007 és 2011 között aktív horvát industrial metal/Neue Deutsche Härte együttes Umagból. Két nagylemezük jelent meg. Feloszlásuk után Marko Matijević Sekul (Malice Rime) és Zoltan Lečei (Zoltan Harpax) létrehozták a Manntra együttest, Teodor Klaj (Torsten Nihill) pedig a Monox együttes tagja lett.

## Tagok
- Mya Mortensen – ének (2008–2011)
- Malice Rime – gitár, szintetizátor, háttérvokál (2007–2011)
- Zoltan Harpax – basszusgitár, dalszerző (2007–2011)
- Torsten Nihill – dobok, ütőhangszerek (2007–2011)

## Diszkográfia
- Andromeda (EP) (2007)
- Dreams in Formaline (2009)
- Colossus (digital single) (2011)
- Kinetik (2011)